# Rencontres de la Coupe d'Europe de rugby à XV 2021-2022
 (décembre 2021).
Si vous disposez d'ouvrages ou d'articles de référence ou si vous connaissez des sites web de qualité traitant du thème abordé ici, merci de compléter l'article en donnant les références utiles à sa vérifiabilité et en les liant à la section « Notes et références ».
Cet article recense les rencontres organisées durant la Coupe d'Europe de rugby à XV 2021-2022.

## Phase de poules

### Poule A
| Rang | Club               | J | V | N | D | Bo | Bd | Pm  | Pe  | Diff | Pts |
| ---- | ------------------ | - | - | - | - | -- | -- | --- | --- | ---- | --- |
| 1    | Racing 92          | 4 | 4 | 0 | 0 | 3  | 0  | 126 | 24  | +102 | 19  |
| 2    | Ulster             | 4 | 4 | 0 | 0 | 3  | 0  | 114 | 96  | +18  | 19  |
| 3    | Stade rochelais    | 4 | 3 | 1 | 0 | 2  | 0  | 97  | 64  | +33  | 16  |
| 4    | Leinster           | 4 | 3 | 0 | 1 | 3  | 0  | 198 | 62  | +136 | 15  |
| 5    | Sale Sharks        | 4 | 2 | 1 | 1 | 1  | 1  | 89  | 48  | +41  | 12  |
| 6    | Exeter Chiefs      | 4 | 2 | 0 | 2 | 3  | 0  | 126 | 82  | +44  | 11  |
| 7    | Montpellier HR     | 4 | 2 | 0 | 2 | 2  | 0  | 78  | 157 | -79  | 10  |
| 8    | ASM Clermont       | 4 | 1 | 1 | 2 | 0  | 2  | 79  | 82  | -3   | 8   |
| 9    | Glasgow Warriors   | 4 | 1 | 0 | 3 | 0  | 1  | 82  | 117 | -35  | 5   |
| 10   | Northampton Saints | 4 | 0 | 0 | 4 | 0  | 2  | 56  | 152 | -96  | 2   |
| 11   | Bath Rugby         | 4 | 0 | 1 | 3 | 0  | 0  | 48  | 148 | -100 | 2   |
| 12   | Ospreys            | 4 | 0 | 0 | 4 | 0  | 0  | 33  | 123 | -90  | 0   |

| Résultats (▼dom., ►ext.) | LAR   | EXE   | LEI  | MON  | BAT   | GLA   |
| Stade rochelais          | —     | —     | —    | —    | 39-21 | 20-13 |
| Exeter Chiefs            | —     | —     | —    | 42-6 | —     | 52-17 |
| Leinster Rugby           | —     | —     | —    | 89-7 | 45-20 | —     |
| Montpellier HR           | —     | 37-26 | 28-0 | —    | —     | —     |
| Bath Rugby               | 0-0   | —     | 7-64 | —    | —     | —     |
| Glasgow Warriors         | 30-38 | 22-7  | —    | —    | —     | —     |

| Résultats (▼dom., ►ext.) | R92   | SAL   | ULS   | CLE   | NOR   | OSP   |
| Racing 92                | —     | —     | —     | —     | 28-0  | 28-0  |
| Sale Sharks              | —     | —     | —     | 0-0   | —     | 49-10 |
| Ulster Rugby             | —     | —     | —     | 34-31 | 27-22 | —     |
| ASM Clermont             | —     | 25-19 | 23-29 | —     | —     | —     |
| Northampton Saints       | 14-45 | —     | 20-24 | —     | —     | —     |
| Ospreys                  | 10-25 | 13-21 | —     | —     | —     | —     |

Les horaires sont donnés en heure locale.

#### 1rejournée
| 10 décembre 2021 20h00 WET | Northampton Saints                                                                          | 14 - 45 (7 - 28) | Racing 92 | Franklin's Gardens, Northampton 11 000 spectateurs Arbitre : Mike Adamson |
| 10 décembre 2021 20h00 WET | Essai(s) : 2 Skosan (28e), Dingwall (47e) Transformation(s) : 2 Biggar (29e), Furbank (48e) |                  | Essai(s) : 5 Lauret (7e, 41e, 63e), Imhoff (22e, 36e) Transformation(s) : 4 Machenaud (8e, 23e, 42e, 64e) Pénalité(s) : 4 Machenaud (2e, 4e, 20e, 58e) | Franklin's Gardens, Northampton 11 000 spectateurs Arbitre : Mike Adamson |
| 10 décembre 2021 20h00 WET |                                                                                             |                  | | Franklin's Gardens, Northampton 11 000 spectateurs Arbitre : Mike Adamson |

| 11 décembre 2021 15h15 WET | Leinster Rugby | 45 - 20 (31 - 13) | Bath Rugby | RDS Arena, Dublin 25 403 spectateurs Arbitre : Pierre Brousset |
| 11 décembre 2021 15h15 WET | Essai(s) : 7 Gibson-Park (5e, 29e), Furlong (12e), Lowe (18e), Keenan (25e), Kelleher (48e), van der Flier (58e) Transformation(s) : 5 Byrne (12e, 18e, 25e, 48e, 58e) |                   | Essai(s) : 2 Du Toit (38e), Hammer-Webb (79e) Transformation(s) : 2 Bailey (38e, 79e) Pénalité(s) : 2 Bailey (3e, 15e) | RDS Arena, Dublin 25 403 spectateurs Arbitre : Pierre Brousset |
| 11 décembre 2021 15h15 WET | |                   | | RDS Arena, Dublin 25 403 spectateurs Arbitre : Pierre Brousset |

| 11 décembre 2021 18h30 WET | ASM Clermont-Auvergne | 23 - 29 (10 - 19) | Ulster Rugby | Stade Marcel-Michelin, Clermont-Ferrand 14 443 spectateurs Arbitre : Wayne Barnes |
| 11 décembre 2021 18h30 WET | Essai(s) : 2 Penaud (35e, 57e) Transformation(s) : 2 Hanrahan (35e, 57e) Pénalité(s) : 3 Hanrahan (40e, 63e, 80e) Carton(s) jaune(s) : 2 Van Tonder (37e), Tiberghien (69e) |                   | Essai(s) : 2 McCloskey (26e), Timoney (69e) Transformation(s) : 2 Cooney (26e, 69e) Pénalité(s) : 5 Cooney (2e, 7e, 14e, 38e, 74e) | Stade Marcel-Michelin, Clermont-Ferrand 14 443 spectateurs Arbitre : Wayne Barnes |
| 11 décembre 2021 18h30 WET | |                   | | Stade Marcel-Michelin, Clermont-Ferrand 14 443 spectateurs Arbitre : Wayne Barnes |

| 11 décembre 2021 20h00 WET | Exeter Chiefs | 42 - 6 (7 - 6) | Montpellier HR                                                                 | Sandy Park, Exeter 9 577 spectateurs Arbitre : Craig Evans |
| 11 décembre 2021 20h00 WET | Essai(s) : 6 Hogg (24e), Gray (41e, 52e, 59e), S.Simmonds (71e), Armand (80e) Transformation(s) : 6 J.Simmonds (24e, 42e, 53e, 61e, 71e, 80e) |                | Pénalité(s) : 2 Foursans-Bourdette (4e, 11e) Carton(s) jaune(s) : 1 Vici (61e) | Sandy Park, Exeter 9 577 spectateurs Arbitre : Craig Evans |
| 11 décembre 2021 20h00 WET | |                |                                                                                | Sandy Park, Exeter 9 577 spectateurs Arbitre : Craig Evans |

| 12 décembre 2021 13h00 WET | Ospreys                                                                                                  | 13 - 21 (3 - 21) | Sale Sharks | Liberty Stadium, Swansea (pays de Galles) 4 664 spectateurs Arbitre : Stefano Penne |
| 12 décembre 2021 13h00 WET | Essai(s) : 1 Morgan (49e) Transformation(s) : 1 Thomas (50e) Pénalité(s) : 2 Anscombe (8e), Thomas (59e) |                  | Essai(s) : 3 Janse van Rensburg (24e), Ashman (11e), du Preez (24e) Transformation(s) : 3 AJ.MacGinty (3e, 12e, 25e) Carton(s) jaune(s) : 2 de Jager (36e), Curry (68e) | Liberty Stadium, Swansea (pays de Galles) 4 664 spectateurs Arbitre : Stefano Penne |
| 12 décembre 2021 13h00 WET | |                  | | Liberty Stadium, Swansea (pays de Galles) 4 664 spectateurs Arbitre : Stefano Penne |

| 12 décembre 2021 16h15 WET | Stade rochelais                                                                                                  | 20 - 13 (10 - 6) | Glasgow Warriors | Stade Marcel-Deflandre, La Rochelle 16 000 spectateurs Arbitre : Tom Foley |
| 12 décembre 2021 16h15 WET | Essai(s) : 2 Wardi (30e), Buliruarua (57e) Transformation(s) : 2 West (32e, 58e) Pénalité(s) : 2 West (38e, 61e) |                  | Essai(s) : 1 Steyn (50e) Transformation(s) : 1 Thompson (51e) Pénalité(s) : 2 Thompson (7e, 14e) Carton(s) jaune(s) : 1 Darge (54e) | Stade Marcel-Deflandre, La Rochelle 16 000 spectateurs Arbitre : Tom Foley |
| 12 décembre 2021 16h15 WET | |                  | | Stade Marcel-Deflandre, La Rochelle 16 000 spectateurs Arbitre : Tom Foley |

#### 2ejournée
| Rencontre annulée | Montpellier HR | 28 - 0 (tapis vert) (-) | Leinster Rugby | GGL Stadium, Montpellier |
| Rencontre annulée |                |                         |                | GGL Stadium, Montpellier |
| Rencontre annulée |                |                         |                | GGL Stadium, Montpellier |

| Rencontre annulée | Racing 92 | 28 - 0 (tapis vert) (-) | Ospreys | Paris La Défense Arena, Nanterre |
| Rencontre annulée |           |                         |         | Paris La Défense Arena, Nanterre |
| Rencontre annulée |           |                         |         | Paris La Défense Arena, Nanterre |

| 17 décembre 2021 20h00 WET | Ulster Rugby | 27 - 22 (19 - 12) | Northampton Saints | Kingspan Stadium, Belfast 14 712 spectateurs Arbitre : Andrea Piardi |
| 17 décembre 2021 20h00 WET | Essai(s) : 4 Herring (1re), Essai de pénalité (15e), McIlroy (19e), , Gilroy (57e) Transformation(s) : 1 Cooney (2e) Pénalité(s) : 1 Cooney (45e) |                   | Essai(s) : 2 Mitchell (60e), Skosan (78e) Pénalité(s) : 4 Furbank (6e, 18e, 22e, 29e) Carton(s) jaune(s) : 1 Mitchell (15e) | Kingspan Stadium, Belfast 14 712 spectateurs Arbitre : Andrea Piardi |
| 17 décembre 2021 20h00 WET | |                   | | Kingspan Stadium, Belfast 14 712 spectateurs Arbitre : Andrea Piardi |

| 18 décembre 2021 17h30 WET | Glasgow Warriors                                                                                                  | 22 - 7 (3 - 0) | Exeter Chiefs                                                        | Scotstoun Stadium, Glasgow 7 246 spectateurs Arbitre : Andrew Brace |
| 18 décembre 2021 17h30 WET | Essai(s) : 1 Matthews (78e) Transformation(s) : 1 Weir (80e+1) Pénalité(s) : 4 Thompson (13e, 48e, 52e, 60e, 75e) |                | Essai(s) : 1 S.Simmonds (70e) Transformation(s) : 1 J.Simmonds (71e) | Scotstoun Stadium, Glasgow 7 246 spectateurs Arbitre : Andrew Brace |
| 18 décembre 2021 17h30 WET | |                |                                                                      | Scotstoun Stadium, Glasgow 7 246 spectateurs Arbitre : Andrew Brace |

| Rencontre annulée | Bath rugby | 0 - 0 (-) | Stade rochelais | The Recreation Ground, Bath |
| Rencontre annulée |            |           |                 | The Recreation Ground, Bath |
| Rencontre annulée |            |           |                 | The Recreation Ground, Bath |

| Rencontre annulée | Sale Sharks | 0 - 0 (-) | ASM Clermont-Auvergne | AJ Bell Stadium, Eccles |
| Rencontre annulée |             |           |                       | AJ Bell Stadium, Eccles |
| Rencontre annulée |             |           |                       | AJ Bell Stadium, Eccles |

#### 3ejournée
| 15 janvier 2022 15h15 WET | Ospreys | 10 - 25 (10 - 8) | Racing 92 | Liberty Stadium, Swansea (pays de Galles) Arbitre : Christophe Ridley |
| 15 janvier 2022 15h15 WET | Essai(s) : 1 Williams (20e) Transformation(s) : 1 Anscombe (21e) Pénalité(s) : 1 Anscombe (31e) Carton(s) jaune(s) : 2 Cuthbert (6e), Griffiths (50e) |                  | Essai(s) : 3 Imhoff (33e), Vakatawa (57e), Thomas (71e) Transformation(s) : 2 Gibert (58e, 72e) Pénalité(s) : 2 Machenaud (6e), Russell (66e) | Liberty Stadium, Swansea (pays de Galles) Arbitre : Christophe Ridley |
| 15 janvier 2022 15h15 WET | |                  | | Liberty Stadium, Swansea (pays de Galles) Arbitre : Christophe Ridley |

| 15 janvier 2022 17h30 WET | Exeter Chiefs | 52 - 17 (14 - 10) | Glasgow Warriors | Sandy Park, Exeter 11 841 spectateurs Arbitre : Romain Poite |
| 15 janvier 2022 17h30 WET | Essai(s) : 8 O'Flaherty (18e, 56e, 65e), Simmonds (24e, 51e), Cowan-Dickie (59e), Nowell (74e), Ewers (77e) Transformation(s) : 6 Simmonds (19e, 25e, 52e, 57e), Slade (75e, 78e) |                   | Essai(s) : 2 McDonald (31e), Fagerson (44e) Transformation(s) : 2 Thompson (32e, 46e) Pénalité(s) : 1 Thompson (7e) | Sandy Park, Exeter 11 841 spectateurs Arbitre : Romain Poite |
| 15 janvier 2022 17h30 WET | |                   | | Sandy Park, Exeter 11 841 spectateurs Arbitre : Romain Poite |

| 15 janvier 2022 18h30 WET | Stade rochelais | 39 - 21 (20 - 0) | Bath rugby | Stade Marcel-Deflandre, La Rochelle 5 000 spectateurs Arbitre : Craig Evans |
| 15 janvier 2022 18h30 WET | Essai(s) : 5 Danty (17e), Picquette (23e, 43e), Leyds (51e), Rhule (55e) Transformation(s) : 4 Popelin (18e, 24e, 52e, 56e) Pénalité(s) : 2 Popelin (8e, 13e) |                  | Essai(s) : 3 Jonker (57e), Simpson (60e), McConnochie (63e) Transformation(s) : 3 Spencer (58e, 61e, 64e) Carton(s) jaune(s) : 2 Ellis (41e), Jonker (76e) | Stade Marcel-Deflandre, La Rochelle 5 000 spectateurs Arbitre : Craig Evans |
| 15 janvier 2022 18h30 WET | |                  | | Stade Marcel-Deflandre, La Rochelle 5 000 spectateurs Arbitre : Craig Evans |

| 16 janvier 2022 13h00 WET | Leinster Rugby | 89 - 7 (40 - 7) | Montpellier HR                                                                                                   | RDS Arena, Dublin 5 000 spectateurs Arbitre : Wayne Barnes |
| 16 janvier 2022 13h00 WET | Essai(s) : 13 Conan (2e, 75e), Gibson-Park (8e), Byrne (13e), Molony (23e), Alaalatoa (33e), Lamour (38e), van der Flier (43e, 50e), O'Brien (45e), Sheehan (64e, 68e), Lowe (80e) Transformation(s) : 13 Byrne (4e, 10e, 14e, 24e, 35e, 44e, 46e), Seton (51e, 65e, 70e, 75e, 80e+2) |                 | Essai(s) : 1 Dakuwaqa (26e) Transformation(s) : 1 Foursans-Bourdette (27e) Carton(s) jaune(s) : 1 Dakuwaqa (67e) | RDS Arena, Dublin 5 000 spectateurs Arbitre : Wayne Barnes |
| 16 janvier 2022 13h00 WET | |                 | | RDS Arena, Dublin 5 000 spectateurs Arbitre : Wayne Barnes |

| 16 janvier 2022 15h15 WET | Northampton Saints | 20 - 24 (10 - 19) | Ulster Rugby                                                                                     | Franklin's Gardens, Northampton 13 271 spectateurs Arbitre : Pierre Brousset |
| 16 janvier 2022 15h15 WET | Essai(s) : 2 Biggar (36e), Hutchinson (79e) Transformation(s) : 2 Biggar (37e), Furbank (79e) Pénalité(s) : 2 Biggar (19e, 43e) Carton(s) jaune(s) : 1 Mitchell (55e) |                   | Essai(s) : 4 Baloucoune (6e), Doak (13e), Lowry (39e, 60e) Transformation(s) : 2 Doak (14e, 40e) | Franklin's Gardens, Northampton 13 271 spectateurs Arbitre : Pierre Brousset |
| 16 janvier 2022 15h15 WET | |                   |                                                                                                  | Franklin's Gardens, Northampton 13 271 spectateurs Arbitre : Pierre Brousset |

| 16 janvier 2022 18h30 WET | ASM Clermont-Auvergne | 25 - 19 (19 - 19) | Sale Sharks | Stade Marcel-Michelin, Clermont-Ferrand 5 000 spectateurs Arbitre : Frank Murphy |
| 16 janvier 2022 18h30 WET | Essai(s) : 3 Lee (12e), Raka (22e), Penaud (39e) Transformation(s) : 2 Lopez (13e, 40e) Pénalité(s) : 2 Parra (68e, 73e) |                   | Essai(s) : 3 JL.du Preez (5e), Roebuck (25e), Rodd (32e) Transformation(s) : 2 R.du Preez (27e, 33e) Carton(s) jaune(s) : 1 James (38e) | Stade Marcel-Michelin, Clermont-Ferrand 5 000 spectateurs Arbitre : Frank Murphy |
| 16 janvier 2022 18h30 WET | |                   | | Stade Marcel-Michelin, Clermont-Ferrand 5 000 spectateurs Arbitre : Frank Murphy |

#### 4ejournée
| Rencontre annulée | Racing 92 | 28 - 0 (tapis vert) (-) | Northampton Saints | Paris La Défense Arena, Nanterre |
| Rencontre annulée |           |                         |                    | Paris La Défense Arena, Nanterre |
| Rencontre annulée |           |                         |                    | Paris La Défense Arena, Nanterre |

| 22 janvier 2022 13h00 WET | Bath Rugby                                                                                    | 7 - 64 (7 - 33) | Leinster Rugby | The Recreation Ground, Bath Arbitre : Andrea Piardi |
| 22 janvier 2022 13h00 WET | Essai(s) : 1 Clark (33e) Transformation(s) : 1 Bailey (34e) Carton(s) jaune(s) : 1 Butt (45e) |                 | Essai(s) : 10 O'Brien (15e, 36e, 48e, 75e), van der Flier (24e), Larmour (31e), Frawley (40e+1), Porter (46e), Keenan (51e), Sheehan (69e) Transformation(s) : 7 Sexton (25e, 32e, 38e, 40e+2, 46e), Byrne (70e, 76e) Carton(s) rouge(s) : 1 Deegan (59e) | The Recreation Ground, Bath Arbitre : Andrea Piardi |
| 22 janvier 2022 13h00 WET |                                                                                               |                 | | The Recreation Ground, Bath Arbitre : Andrea Piardi |

| 22 janvier 2022 17h30 WET | Ulster Rugby | 34 - 31 (17 - 12) | ASM Clermont-Auvergne | Kingspan Stadium, Belfast Arbitre : Luke Pearce |
| 22 janvier 2022 17h30 WET | Essai(s) : 5 Herring (7e, 38e), Lowry (22e), Vermeulen (49e), Baloucoune (65e) Transformation(s) : 3 Doak (40e, 50e), Burns (67e) Pénalité(s) : 1 Doak (45e) |                   | Essai(s) : 3 van Tonder (69e), Raka (72e), Cancoriet (75e) Transformation(s) : 2 Lopez (73e, 76e) Pénalité(s) : 4 Parra (12e, 18e, 25e, 35e) Carton(s) jaune(s) : 1 Raka (38e) | Kingspan Stadium, Belfast Arbitre : Luke Pearce |
| 22 janvier 2022 17h30 WET | |                   | | Kingspan Stadium, Belfast Arbitre : Luke Pearce |

| 22 janvier 2022 20h00 WET | Glasgow Warriors | 30 - 38 (9 - 15) | Stade rochelais | Scotstoun Stadium, Glasgow Arbitre : Karl Dickson |
| 22 janvier 2022 20h00 WET | Essai(s) : 3 McKay (41e), Smith (74e, 80e) Transformation(s) : 3 Thompson (41e), Weir (75e, 80e+1) Pénalité(s) : 3 Thompson (9e, 25e, 33e) Carton(s) jaune(s) : 1 Brown (4e) |                  | Essai(s) : 4 Rhule (19e), Boudehent (40e+2, 50e), Bougarit (45e) Transformation(s) : 3 Popelin (21e, 46e, 50e) Pénalité(s) : 4 Popelin (10e, 49e, 50e), West (77e) Carton(s) jaune(s) : 2 Alldritt (67e), Leyds (73e) | Scotstoun Stadium, Glasgow Arbitre : Karl Dickson |
| 22 janvier 2022 20h00 WET | |                  | | Scotstoun Stadium, Glasgow Arbitre : Karl Dickson |

| 23 janvier 2022 13h00 WET | Sale Sharks | 49 - 10 (14 - 3) | Ospreys                                                                                     | AJ Bell Stadium, Eccles Arbitre : Pierre Brousset |
| 23 janvier 2022 13h00 WET | Essai(s) : 7 Roebuck (13e, 73e), Reed (28e), Ashman (44e), du Preez (50e), Langdon (68e), Metcalf (79e) Transformation(s) : 7 MacGinty (14e, 29e, 47e, 52e), du Preez (70e, 74e, 79e) |                  | Essai(s) : 1 Deaves (57e) Transformation(s) : 1 Hawkins (58e) Pénalité(s) : 1 Hawkins (38e) | AJ Bell Stadium, Eccles Arbitre : Pierre Brousset |
| 23 janvier 2022 13h00 WET | |                  |                                                                                             | AJ Bell Stadium, Eccles Arbitre : Pierre Brousset |

| 23 janvier 2022 18h30 WET | Montpellier HR | 37 - 26 (24 - 19) | Exeter Chiefs                                                                                      | GGL Stadium, Montpellier Arbitre : Frank Murphy |
| 23 janvier 2022 18h30 WET | Essai(s) : 4 Bouthier (12e), Willemse (17e), Serfontein (21e), Reinach (69e) Transformation(s) : 4 Foursans-Bourdette (13e, 19e, 23e), Garbisi (70e) Pénalité(s) : 3 Foursans-Bourdette (29e, 66e), Garbisi (79e) |                   | Essai(s) : 4 Simmonds (3e, 32e, 49e), O'Brien (35e) Transformation(s) : 3 Simmonds (33e, 36e, 51e) | GGL Stadium, Montpellier Arbitre : Frank Murphy |
| 23 janvier 2022 18h30 WET | |                   | | GGL Stadium, Montpellier Arbitre : Frank Murphy |

### Poule B
| Rang | Club                  | J | V | N | D | Bo | Bd | Pm  | Pe  | Diff | Pts |
| ---- | --------------------- | - | - | - | - | -- | -- | --- | --- | ---- | --- |
| 1    | Leicester Tigers      | 4 | 4 | 0 | 0 | 3  | 0  | 102 | 64  | +38  | 19  |
| 2    | Harlequins            | 4 | 4 | 0 | 0 | 3  | 0  | 135 | 101 | +34  | 19  |
| 3    | Munster               | 4 | 4 | 0 | 0 | 2  | 0  | 115 | 47  | +68  | 18  |
| 4    | Bristol Bears         | 4 | 3 | 1 | 0 | 3  | 0  | 108 | 28  | +80  | 17  |
| 5    | Connacht              | 4 | 1 | 0 | 3 | 3  | 3  | 118 | 105 | +13  | 10  |
| 6    | Union Bordeaux Bègles | 4 | 1 | 1 | 2 | 1  | 1  | 58  | 54  | +4   | 8   |
| 7    | Stade toulousain (T)  | 4 | 1 | 1 | 2 | 1  | 0  | 61  | 65  | -4   | 7   |
| 8    | Stade français Paris  | 4 | 1 | 1 | 2 | 1  | 0  | 63  | 95  | -32  | 7   |
| 9    | Cardiff Rugby         | 4 | 1 | 0 | 3 | 2  | 1  | 85  | 118 | -33  | 7   |
| 10   | Wasps                 | 4 | 1 | 1 | 2 | 0  | 0  | 51  | 102 | -51  | 6   |
| 11   | Castres olympique     | 4 | 0 | 0 | 4 | 1  | 4  | 77  | 91  | -14  | 5   |
| 12   | Scarlets              | 4 | 0 | 1 | 3 | 0  | 0  | 31  | 125 | -94  | 2   |

| Résultats (▼dom., ►ext.) | TOU   | HAR   | MUN   | CAS   | WAS  | CAR   |
| Stade toulousain         | —     | —     | —     | —     | 0-0  | 0-28  |
| Harlequins               | —     | —     | —     | 36-33 | —    | 43-17 |
| Munster Rugby            | —     | —     | —     | 19-13 | 45-7 | —     |
| Castres olympique        | —     | 18-20 | 13-16 | —     | —    | —     |
| Wasps                    | 30-22 | —     | 14-35 | —     | —    | —     |
| Cardiff Rugby            | 7-39  | 33-36 | —     | —     | —    | —     |

| Résultats (▼dom., ►ext.) | BOR  | BRI   | CON   | SFR   | LEI   | SCA   |
| Union Bordeaux Bègles    | —    | —     | —     | —     | 13-16 | 45-10 |
| Bristol Bears            | —    | —     | —     | 28-17 | —     | 28-0  |
| Connacht                 | —    | —     | —     | 36-9  | 28-29 | —     |
| Stade français           | —    | 0-0   | 37-31 | —     | —     | —     |
| Leicester Tigers         | 28-0 | —     | 29-23 | —     | —     | —     |
| Scarlets                 | 0-0  | 21-52 | —     | —     | —     | —     |

#### 1rejournée
| Rencontre annulée | Bristol Bears | 28 - 0 (tapis vert) (-) | Scarlets | Ashton Gate, Bristol |
| Rencontre annulée |               |                         |          | Ashton Gate, Bristol |
| Rencontre annulée |               |                         |          | Ashton Gate, Bristol |

| 11 décembre 2021 13h00 WET | Cardiff Rugby                                                                                   | 7 - 39 (7 - 20) | Stade toulousain | Cardiff Arms Park, Cardiff 10 107 spectateurs Arbitre : Karl Dickson |
| 11 décembre 2021 13h00 WET | Essai(s) : 1 Adams (20e) Transformation(s) : 1 Tovey (20e) Carton(s) rouge(s) : 1 Beetham (75e) |                 | Essai(s) : 5 Jelonch (24e), Ahki (38e), Dupont (57e), Bonneval (66e), Tekori (76e) Transformation(s) : 4 Ntamack (24e, 38e, 57e, 76e) Pénalité(s) : 2 Ntamack (8e, 16e) | Cardiff Arms Park, Cardiff 10 107 spectateurs Arbitre : Karl Dickson |
| 11 décembre 2021 13h00 WET |                                                                                                 |                 | | Cardiff Arms Park, Cardiff 10 107 spectateurs Arbitre : Karl Dickson |

| 11 décembre 2021 16h15 WET | Union Bordeaux Bègles | 13 - 16 (10 - 10) | Leicester Tigers | Stade Chaban-Delmas, Bordeaux 22 383 spectateurs Arbitre : Andrew Brace |
| 11 décembre 2021 16h15 WET | Essai(s) : 1 Dubié (40e) Transformation(s) : 1 Lucu (40e) Pénalité(s) : 2 Lucu (3e, 53e) Carton(s) jaune(s) : 1 Douglas (18e) |                   | Essai(s) : 1 Porter (21e) Transformation(s) : 1 Ford (21e) Pénalité(s) : 3 Ford (17e, 69e, 77e) Carton(s) jaune(s) : 1 Saumaki (34e) | Stade Chaban-Delmas, Bordeaux 22 383 spectateurs Arbitre : Andrew Brace |
| 11 décembre 2021 16h15 WET | |                   | | Stade Chaban-Delmas, Bordeaux 22 383 spectateurs Arbitre : Andrew Brace |

| 12 décembre 2021 13h00 WET | Connacht | 36 - 9 (19 - 6) | Stade français                          | Galway Sportsground, Galway (Irlande) 5 277 spectateurs Arbitre : Luke Pearce |
| 12 décembre 2021 13h00 WET | Essai(s) : 7 Blade (10e), Porch (27e), Wooton (39e), Materson (69e), Kilgallen (72e), Prendergast (80e) Transformation(s) : 3 Carty (10e, 40e, 70e) |                 | Pénalité(s) : 3 Sanchez (14e, 17e, 47e) | Galway Sportsground, Galway (Irlande) 5 277 spectateurs Arbitre : Luke Pearce |
| 12 décembre 2021 13h00 WET | |                 |                                         | Galway Sportsground, Galway (Irlande) 5 277 spectateurs Arbitre : Luke Pearce |

| 12 décembre 2021 15h15 WET | Wasps | 14 - 35 (7 - 13) | Munster Rugby | Coventry Building Society Arena, Coventry Arbitre : Romain Poite |
| 12 décembre 2021 15h15 WET | Essai(s) : 2 Barbeary (30e), Le Bourgeois (63e) Transformation(s) : 2 Gopperth (31e, 64e) Carton(s) jaune(s) : 1 Frost (39e) Carton(s) rouge(s) : 1 Shields (24e) |                  | Essai(s) : 4 Earls (34e), Campbell (42e), Conway (47e), Buckley (56e) Transformation(s) : 3 Carbery (35e, 48e, 56e) Pénalité(s) : 3 Carbery (6e, 27e, 66e) | Coventry Building Society Arena, Coventry Arbitre : Romain Poite |
| 12 décembre 2021 15h15 WET | |                  | | Coventry Building Society Arena, Coventry Arbitre : Romain Poite |

| 12 décembre 2021 18h30 WET | Castres olympique | 18 - 20 (11 - 7) | Harlequins | Stade Pierre-Fabre, Castres 8 622 spectateurs Arbitre : Nika Amashukeli |
| 12 décembre 2021 18h30 WET | Essai(s) : 2 Raisuqe (17e), Laveau (74e) Transformation(s) : 1 Urdapilleta (75e) Pénalité(s) : 2 Urdapilleta (36e, 38e) |                  | Essai(s) : 2 Lynagh (31e), Dombrandt (50e) Transformation(s) : 2 Smith (32e, 51e) Pénalité(s) : 2 Smith (46e, 73e) | Stade Pierre-Fabre, Castres 8 622 spectateurs Arbitre : Nika Amashukeli |
| 12 décembre 2021 18h30 WET | |                  | | Stade Pierre-Fabre, Castres 8 622 spectateurs Arbitre : Nika Amashukeli |

#### 2ejournée
| 18 décembre 2021 13h00 WET | Harlequins | 43 - 17 (17 - 17) | Cardiff Rugby | The Stoop, Twickenham Arbitre : Frank Murphy |
| 18 décembre 2021 13h00 WET | Essai(s) : 6 Care (9e), Smith (18e), Dombrandt (57e, 67e), Marchant (62e), Esterhuizen (77e) Transformation(s) : 5 Smith (10e, 19e, 59e, 64e, 79e) Pénalité(s) : 1 Smith (28e) |                   | Essai(s) : 3 Winnett (4e), Botham (16e), Cabango (57e) Transformation(s) : 1 Williams (5e) Carton(s) jaune(s) : 1 Adams (10e) | The Stoop, Twickenham Arbitre : Frank Murphy |
| 18 décembre 2021 13h00 WET | |                   | | The Stoop, Twickenham Arbitre : Frank Murphy |

| 18 décembre 2021 20h00 WET | Munster Rugby                                                                                             | 19 - 13 (9 - 3) | Castres olympique                                                                                        | Thomond Park, Limerick 21 250 spectateurs Arbitre : Matthew Carley |
| 18 décembre 2021 20h00 WET | Essai(s) : 1 O'Donoghue (57e) Transformation(s) : 1 Healy (58e) Pénalité(s) : 4 Healy (7e, 28e, 34e, 69e) |                 | Essai(s) : 1 Kornath (76e) Transformation(s) : 1 Udapilleta (77e) Pénalité(s) : 2 Urdapilleta (39e, 62e) | Thomond Park, Limerick 21 250 spectateurs Arbitre : Matthew Carley |
| 18 décembre 2021 20h00 WET | |                 | | Thomond Park, Limerick 21 250 spectateurs Arbitre : Matthew Carley |

| 19 décembre 2021 13h00 WET | Leicester Tigers | 29 - 23 (12 - 17) | Connacht | Welford Road Stadium, Leicester 17 222 spectateurs Arbitre : Mike Adamson |
| 19 décembre 2021 13h00 WET | Essai(s) : 4 Dolly (17e), Hegarty (22e), Steward (56e), Saumaki (62e) Transformation(s) : 3 Burns (23e), Hegarty (57e, 63e) Pénalité(s) : 1 Hegarty (70e) |                   | Essai(s) : 2 Porch (26e), Carty (39e), Transformation(s) : 2 Carty (27e, 40e) Pénalité(s) : 2 Carty (4e, 47e) Drop(s) : 1 Bealham (55e) | Welford Road Stadium, Leicester 17 222 spectateurs Arbitre : Mike Adamson |
| 19 décembre 2021 13h00 WET | |                   | | Welford Road Stadium, Leicester 17 222 spectateurs Arbitre : Mike Adamson |

| Rencontre annulée | Scarlets | 0 - 0 (-) | Union Bordeaux Bègles | Parc y Scarlets, Llanelli (Pays de Galles) |
| Rencontre annulée |          |           |                       | Parc y Scarlets, Llanelli (Pays de Galles) |
| Rencontre annulée |          |           |                       | Parc y Scarlets, Llanelli (Pays de Galles) |

| Rencontre annulée | Stade toulousain | 0 - 0 (-) | Wasps | Stade Ernest-Wallon, Toulouse |
| Rencontre annulée |                  |           |       | Stade Ernest-Wallon, Toulouse |
| Rencontre annulée |                  |           |       | Stade Ernest-Wallon, Toulouse |

| Rencontre annulée | Stade français | 0 - 0 (-) | Bristol Bears | Stade Jean-Bouin, Paris |
| Rencontre annulée |                |           |               | Stade Jean-Bouin, Paris |
| Rencontre annulée |                |           |               | Stade Jean-Bouin, Paris |

#### 3ejournée
| 14 janvier 2022 20h00 WET | Cardiff Rugby | 33 - 36 (14 - 12) | Harlequins | Cardiff Arms Park, Cardiff 0 spectateurs Arbitre : Tual Trainini |
| 14 janvier 2022 20h00 WET | Essai(s) : 5 Lane (11e, 55e), Ratti (18e), Lewis (52e), Domachowski (55e) Transformation(s) : 4 Evans (12e, 18e, 53e, 56e) Carton(s) jaune(s) : 2 Arhip (40e+1), Myhill (72e) |                   | Essai(s) : 5 Lynagh (6e), Green (40e+4), Northmore (46e), Care (60e), Smith (75e) Transformation(s) : 4 Smith (7e, 48e, 61e, 76e) Pénalité(s) : 1 Smith (80e+1) Carton(s) jaune(s) : 1 Dombrandt (52e) | Cardiff Arms Park, Cardiff 0 spectateurs Arbitre : Tual Trainini |
| 14 janvier 2022 20h00 WET | |                   | | Cardiff Arms Park, Cardiff 0 spectateurs Arbitre : Tual Trainini |

| 14 janvier 2022 21h00 WET | Castres olympique                                                                                 | 13 - 16 (7 - 3) | Munster Rugby                                                                                          | Stade Pierre-Fabre, Castres 5 000 spectateurs Arbitre : Luke Pearce |
| 14 janvier 2022 21h00 WET | Essai(s) : 1 Larregain (27e) Transformation(s) : 1 Botica (28e) Pénalité(s) : 2 Botica (54e, 66e) |                 | Essai(s) : 1 Coombes (77e) Transformation(s) : 1 Crowley (79e) Pénalité(s) : 3 Crowley (10e, 46e, 49e) | Stade Pierre-Fabre, Castres 5 000 spectateurs Arbitre : Luke Pearce |
| 14 janvier 2022 21h00 WET |                                                                                                   |                 | | Stade Pierre-Fabre, Castres 5 000 spectateurs Arbitre : Luke Pearce |

| 15 janvier 2022 13h00 WET | Wasps | 30 - 22 (14 - 10) | Stade toulousain | Coventry Building Society Arena, Coventry Arbitre : Chris Busby |
| 15 janvier 2022 13h00 WET | Essai(s) : 3 Alo (18e), Shields (22e), Barbeary (68e) Transformation(s) : 3 Gopperth (18e, 24e, 68e) Pénalité(s) : 2 Gopperth (42e, 55e, 79e) Carton(s) rouge(s) : 1 Umaga (33e) |                   | Essai(s) : 3 Cros (1re), Mauvaka (60e), Tafili (80e+1) Transformation(s) : 2 Ramos (2e, 80e+3) Pénalité(s) : 1 Ramos (33e) Carton(s) jaune(s) : 1 Jelonch (54e) | Coventry Building Society Arena, Coventry Arbitre : Chris Busby |
| 15 janvier 2022 13h00 WET | |                   | | Coventry Building Society Arena, Coventry Arbitre : Chris Busby |

| 15 janvier 2022 15h15 WET | Connacht | 28 - 29 (14 - 10) | Leicester Tigers | Galway Sportsground, Galway (Irlande) Arbitre : Mathieu Raynal |
| 15 janvier 2022 15h15 WET | Essai(s) : 4 O'Halloran (15e, 48e), Prendergast (27e), Marmion (43e) Transformation(s) : 4 Carty (16e, 27e, 44e, 49e) |                   | Essai(s) : 5 Heyes (2e), Murimurivalu (9e, 55e), Clare (71e), Saumaki (79e) Transformation(s) : 2 Burns (56e, 72e) Carton(s) jaune(s) : 1 Refell (42e) | Galway Sportsground, Galway (Irlande) Arbitre : Mathieu Raynal |
| 15 janvier 2022 15h15 WET | |                   | | Galway Sportsground, Galway (Irlande) Arbitre : Mathieu Raynal |

| 15 janvier 2022 20h00 WET | Bristol Bears                                                                                                 | 28 - 17 (14 - 7) | Stade français | Ashton Gate, Bristol Arbitre : Andrew Brace |
| 15 janvier 2022 20h00 WET | Essai(s) : 4 Purdy (14e), O'Conor (23e, 59e), Randall (49e) Transformation(s) : 4 Sheedy (15e, 24e, 50e, 60e) |                  | Essai(s) : 2 Barré (40e), Burban (65e) Transformation(s) : 2 Sánchez (40e, 66e) Carton(s) jaune(s) : 1 Sánchez (47e) | Ashton Gate, Bristol Arbitre : Andrew Brace |
| 15 janvier 2022 20h00 WET | |                  | | Ashton Gate, Bristol Arbitre : Andrew Brace |

| 16 janvier 2022 16h15 WET | Union Bordeaux Bègles | 45 - 10 (21 - 0) | Scarlets                                                                                              | Stade Chaban-Delmas, Bordeaux 5 000 spectateurs Arbitre : Karl Dickson |
| 16 janvier 2022 16h15 WET | Essai(s) : 7 Woki (20e), Bielle-Biarrey (26e, 43e, 73e), Cros (29e), Lamothe (57e), Ducuing (63e) Transformation(s) : 5 Jalibert (21e, 27e, 30e), Bielle-Biarrey (58e), Cordero (74e |                  | Essai(s) : 2 Williams (51e), Jonathan Davies (61e) Carton(s) jaune(s) : 2 Williams (28e), Price (79e) | Stade Chaban-Delmas, Bordeaux 5 000 spectateurs Arbitre : Karl Dickson |
| 16 janvier 2022 16h15 WET | |                  | | Stade Chaban-Delmas, Bordeaux 5 000 spectateurs Arbitre : Karl Dickson |

#### 4ejournée
| Rencontre annulée | Stade toulousain | 0 - 28 (tapis vert) (-) | Cardiff Rugby | Stade Ernest-Wallon, Toulouse |
| Rencontre annulée |                  |                         |               | Stade Ernest-Wallon, Toulouse |
| Rencontre annulée |                  |                         |               | Stade Ernest-Wallon, Toulouse |

| Rencontre annulée | Leicester Tigers | 28 - 0 (tapis vert) (-) | Union Bordeaux Bègles | Welford Road Stadium, Leicester |
| Rencontre annulée |                  |                         |                       | Welford Road Stadium, Leicester |
| Rencontre annulée |                  |                         |                       | Welford Road Stadium, Leicester |

| 21 janvier 2022 20h00 WET | Harlequins | 36 - 33 (22 - 33) | Castres olympique | The Stoop, Twickenham Arbitre : Mike Adamson (en) |
| 21 janvier 2022 20h00 WET | Essai(s) : 5 Dombrandt (13e, 42e, 80e+3), Jones (22e), Taulani (27e) Transformation(s) : 4 Allan (22e, 28e, 43e), Smith (80e+6) Pénalité(s) : 1 Allan (39e) Carton(s) jaune(s) : 1 Marler (33e) |                   | Essai(s) : 5 Barlot (2e), Zeghdar (9e), Kockott (34e), Nakosi (50e), Cocagi (61e) Transformation(s) : 1 Botica (35e) Pénalité(s) : 2 Botica (1re, 20e) | The Stoop, Twickenham Arbitre : Mike Adamson (en) |
| 21 janvier 2022 20h00 WET | |                   | | The Stoop, Twickenham Arbitre : Mike Adamson (en) |

| 22 janvier 2022 17h30 WET | Scarlets | 21 - 52 (13 - 14) | Bristol Bears | Parc y Scarlets, Llanelli (Pays de Galles) Arbitre : Mathieu Raynal |
| 22 janvier 2022 17h30 WET | Essai(s) : 2 Elias (22e), McNicholl (59e) Transformation(s) : 1 Patchell (23e) Pénalité(s) : 3 Patchell (6e, 29e, 43e) Carton(s) jaune(s) : 1 Elias (56e) |                   | Essai(s) : 8 Radradra (10e, 79e), Lloyd (16e), Essai de pénalité (56e), Thacker (62e), O'Conor (68e), Naulago (69e), Sheedy (76e) Transformation(s) : 5 Sheedy (11e, 17e, 63e, 68e, 76e) | Parc y Scarlets, Llanelli (Pays de Galles) Arbitre : Mathieu Raynal |
| 22 janvier 2022 17h30 WET | |                   | | Parc y Scarlets, Llanelli (Pays de Galles) Arbitre : Mathieu Raynal |

| 23 janvier 2022 14h00 WET | Stade français | 37 - 31 (10 - 17) | Connacht | Stade Jean-Bouin, Paris Arbitre : Wayne Barnes |
| 23 janvier 2022 14h00 WET | Essai(s) : 5 Lapègue (18e, 73e), Laumape (41e), Hamdaoui (51e), Chapuis (67e) Transformation(s) : 3 Sánchez (20e), Segonds (68e, 74e) Pénalité(s) : 2 Sánchez (16e), Segonds (80e+1) Carton(s) jaune(s) : 1 Latu (34e) Carton(s) rouge(s) : 1 Latu (46e) |                   | Essai(s) : 4 Wootton (6e), Blade (37e), Tom Farrell (en) (47e), Butler (60e) Transformation(s) : 4 Carty (7e, 38e, 48e, 60e) Pénalité(s) : 1 Carty (23e) Carton(s) jaune(s) : 1 Oliver (67e) | Stade Jean-Bouin, Paris Arbitre : Wayne Barnes |
| 23 janvier 2022 14h00 WET | |                   | | Stade Jean-Bouin, Paris Arbitre : Wayne Barnes |

| 23 janvier 2022 15h15 WET | Munster Rugby | 45 - 7 (24 - 7) | Wasps | Thomond Park, Limerick Arbitre : Tual Trainini |
| 23 janvier 2022 15h15 WET | Essai(s) : 6 Murray (6e), Zebo (17e, 77e), O'Donoghue (29e), Loughman (43e), Scannell (80e+2) Transformation(s) : 6 Healy (9e, 18e, 30e, 44e), Crowley (79e, 80e+3) Pénalité(s) : 1 Healy (15e) Carton(s) jaune(s) : 1 Coombes (34e) |                 | Essai(s) : 1 Robson (26e) Transformation(s) : 1 Atkinson (26e) Carton(s) jaune(s) : 2 Robson (50e), Atkinson (76e) | Thomond Park, Limerick Arbitre : Tual Trainini |
| 23 janvier 2022 15h15 WET | |                 | | Thomond Park, Limerick Arbitre : Tual Trainini |

## Phase finale

### Huitièmes de finale
Les huitièmes de finale se jouent en deux manches les week-ends du 10 avril 2022 et du 17 avril 2022. Les quatre premières équipes de chaque poule jouent à domicile lors de la seconde manche.
| 8 avril 2022 20h00 WET | Connacht | 21 - 26 (11 - 18) | Leinster | Galway Sportsground, Galway Arbitre : Karl Dickson |
| 8 avril 2022 20h00 WET | Essai(s) : 2 Porch (2e), Fifita (60e) Transformation(s) : 1 Carty (61e) Pénalité(s) : 3 Carty (33e,40e,45e) | Rapport           | Essai(s) : 3 Lowe (22e,26e), Keenan (52e) Transformation(s) : 1 Sexton (23e) Pénalité(s) : 3 Sexton (18e,37e), Byrne (76e) Carton(s) jaune(s) : 1 Gibson-Park (56e) | Galway Sportsground, Galway Arbitre : Karl Dickson |
| 8 avril 2022 20h00 WET | | Rapport           | | Galway Sportsground, Galway Arbitre : Karl Dickson |

| 9 avril 2022 13h00 WET | Sale Sharks                            | 9 - 10 (6 - 3) | Bristol Bears                                                                               | AJ Bell Stadium, Salford Arbitre : Mathieu Raynal |
| 9 avril 2022 13h00 WET | Pénalité(s) : 3 R.du Preez (4e,9e,77e) | Rapport        | Essai(s) : 1 Radradra (70e) Transformation(s) : 1 Sheedy (70e) Pénalité(s) : 1 Sheedy (25e) | AJ Bell Stadium, Salford Arbitre : Mathieu Raynal |
| 9 avril 2022 13h00 WET |                                        | Rapport        |                                                                                             | AJ Bell Stadium, Salford Arbitre : Mathieu Raynal |

| 9 avril 2022 14h00 WET | Union Bordeaux Bègles                                                                                | 13 - 31 (3 - 13) | Stade rochelais | Stade Chaban-Delmas, Bordeaux Arbitre : Matthew Carley |
| 9 avril 2022 14h00 WET | Essai(s) : 2 Woki (50e), Mori (67e) Pénalité(s) : 1 Lucu (9e) Carton(s) jaune(s) : 1 Maynadier (64e) | Rapport          | Essai(s) : 3 Rhule (21e), Danty (53e), de pénalité (63e) Transformation(s) : 2 West (22e), de pénalité (63e) Pénalité(s) : 4 West (9e, 38e, 48e, 71e) | Stade Chaban-Delmas, Bordeaux Arbitre : Matthew Carley |
| 9 avril 2022 14h00 WET | | Rapport          | | Stade Chaban-Delmas, Bordeaux Arbitre : Matthew Carley |

| 9 avril 2022 16h15 WET | Stade toulousain | 20 - 26 (13 - 7) | Ulster                                                                                              | Stadium, Toulouse Arbitre : Wayne Barnes |
| 9 avril 2022 16h15 WET | Essai(s) : 2 Meafou (6e), Ntamack (79e) Transformation(s) : 2 Ramos (7e, 79e) Pénalité(s) : 1 Ramos (17e, 40e) Carton(s) rouge(s) : 1 Mallía (10e) | Rapport          | Essai(s) : 4 Baloucoune (12e, 44e, 66e), Warwick (58e) Transformation(s) : 3 Cooney (13e, 59e, 66e) | Stadium, Toulouse Arbitre : Wayne Barnes |
| 9 avril 2022 16h15 WET | | Rapport          | | Stadium, Toulouse Arbitre : Wayne Barnes |

| 19 avril 2022 18 h 30 | Stade français                                   | 9 - 22 (6 - 12) | Racing 92 | Stade Jean Bouin, Paris Arbitre : Luke Pearce |
| 19 avril 2022 18 h 30 | Pénalité(s) : 3 Segonds (37e,40e), Sanchez (70e) | Rapport         | Essai(s) : 1 Fickou (60e) Transformation(s) : 1 Le Garrec (60e) Pénalité(s) : 5 Le Garrec (14e, 20e 23e 30e 76e) | Stade Jean Bouin, Paris Arbitre : Luke Pearce |
| 19 avril 2022 18 h 30 |                                                  | Rapport         | | Stade Jean Bouin, Paris Arbitre : Luke Pearce |

| 9 avril 2022 17h30 WET | Exeter Chiefs | 13 - 8 (10 - 0) | Munster                                                                                     | Sandy Park, Exeter Arbitre : Pierre Brousset |
| 9 avril 2022 17h30 WET | Essai(s) : 2 Hogg (5e), Vermeulen (37e) Drop(s) : 1 Hogg (65e) Carton(s) jaune(s) : 2 Woodburn (59e), Schickerling (60e) | Rapport         | Essai(s) : 1 Daly (66e) Pénalité(s) : 1 Healy (56e) Carton(s) jaune(s) : 1 O'Sullivan (36e) | Sandy Park, Exeter Arbitre : Pierre Brousset |
| 9 avril 2022 17h30 WET | | Rapport         |                                                                                             | Sandy Park, Exeter Arbitre : Pierre Brousset |

| 10 avril 2022 14h00 WET | Montpellier HR | 40 - 26 (26 - 0) | Harlequins | GGL Stadium, Montpellier Arbitre : Andrew Brace |
| 10 avril 2022 14h00 WET | Essai(s) : 5 N'Gandebe (21e), Mercer (31e, 38e), Reinach (34e), Lamositele (41e) Transformation(s) : 3 Garbisi (22e, 32e, 39e) Pénalité(s) : 3 Garbisi (47e), Pollard (74e, 80e+1) | Rapport          | Essai(s) : 4 Hammond (50e), Esterhuizen (61e), Marchant (65e), Lynagh (78e) Transformation(s) : 3 Marcus Smith (62e, 66e, 79e) Carton(s) jaune(s) : 1 Esterhuizen (30e) | GGL Stadium, Montpellier Arbitre : Andrew Brace |
| 10 avril 2022 14h00 WET | | Rapport          | | GGL Stadium, Montpellier Arbitre : Andrew Brace |

| 10 avril 2022 16h15 WET | ASM Clermont                                                                                | 10 - 29 (10 - 10) | Leicester Tigers | Stade Marcel-Michelin, Clermont-Ferrand Arbitre : Nika Amashukeli |
| 10 avril 2022 16h15 WET | Essai(s) : 1 Tiberghien (12e) Transformation(s) : 1 Parra (14e) Pénalité(s) : 1 Parra (27e) | Rapport           | Essai(s) : 5 Genge (18e), Montoya (32e), Poortvliet (45e), Saumaki (52e), Potter (64e) Transformation(s) : 2 Ford (53e, 65e) Carton(s) rouge(s) : 1 Porter (59e) | Stade Marcel-Michelin, Clermont-Ferrand Arbitre : Nika Amashukeli |
| 10 avril 2022 16h15 WET |                                                                                             | Rapport           | | Stade Marcel-Michelin, Clermont-Ferrand Arbitre : Nika Amashukeli |

| 15 avril 2022 17h30 WET | Leinster | 56 - 20 (28 - 3) | Connacht | RDS Arena, Dublin Arbitre : Luke Pearce |
| 15 avril 2022 17h30 WET | Essai(s) : 8 Gibson-Park (10e), Henshaw (17e,41e), Furlong (27e), Lowe (35e,54e,64e,79e) Transformation(s) : 8 Sexton (11e,17e,28e,35e,41e,55e), Byrne (66e,80e) | Rapport          | Essai(s) : 3 O'Halloran (45e), Arnold (61e), Papali'I (27e) Transformation(s) : 1 Carty (70e) Pénalité(s) : 1 Carty (1re) Carton(s) jaune(s) : 2 Aki (34e), Aungier (48e) | RDS Arena, Dublin Arbitre : Luke Pearce |
| 15 avril 2022 17h30 WET | | Rapport          | | RDS Arena, Dublin Arbitre : Luke Pearce |

| 15 avril 2022 20h00 WET | Bristol Bears | 29 - 35 (3 - 17) | Sale Sharks | Ashton Gate Stadium, Bristol Arbitre : Frank Murphy |
| 15 avril 2022 20h00 WET | Essai(s) : 4 Thacker (48e), Morahan (53e,77e), Joyce (63e) Transformation(s) : 3 Sheedy (49e,53e,63e) Pénalité(s) : 1 Sheedy (20e) Carton(s) jaune(s) : 1 Hawkins (66e) | Rapport          | Essai(s) : 4 Jager (31e, van der Merwe (40e), Roebuck (41e), Ross (74e) Transformation(s) : 3 R.du Preez (31e,40e,41e) Pénalité(s) : 3 R.du Preez (23e,65e,72e) Carton(s) jaune(s) : 1 Schonert (47e) Carton(s) rouge(s) : 1 Reed (33e) | Ashton Gate Stadium, Bristol Arbitre : Frank Murphy |
| 15 avril 2022 20h00 WET | | Rapport          | | Ashton Gate Stadium, Bristol Arbitre : Frank Murphy |

| 16 avril 2022 12h30 WET | Harlequins | 33 - 20 (28 - 17) | Montpellier HR | Twickenham Stoop, Twickenham Arbitre : Mike Adamson |
| 16 avril 2022 12h30 WET | Essai(s) : 5 Jones (1re), Dombrandt (13e), Marchant (28e), Lynagh (37e, 74e) Transformation(s) : 4 Marcus Smith (1re, 15e, 29e, 38e) | Rapport           | Essai(s) : 2 Reilhac (10e), Tisseron (32e) Transformation(s) : 2 Foursans-Bourdette (11e, 33e) Pénalité(s) : 2 Foursans-Bourdette (26e), Pollard (54e) Carton(s) jaune(s) : 1 Maurouard (67e) | Twickenham Stoop, Twickenham Arbitre : Mike Adamson |
| 16 avril 2022 12h30 WET | | Rapport           | | Twickenham Stoop, Twickenham Arbitre : Mike Adamson |

| 16 avril 2022 15h00 WET | Munster | 26 - 10 (16 - 5) | Exeter Chiefs                               | Thomond Park, Limerick Arbitre : Mathieu Raynal |
| 16 avril 2022 15h00 WET | Essai(s) : 2 Carbery (25e), de Allende (72e) Transformation(s) : 2 Carbery (26e, 72e) Pénalité(s) : 4 Carbery (5e, 16e, 59e, 64e) Carton(s) jaune(s) : 1 Murray (10e) | Rapport          | Essai(s) : 2 Maunder (10e), Vermeulen (48e) | Thomond Park, Limerick Arbitre : Mathieu Raynal |
| 16 avril 2022 15h00 WET | | Rapport          |                                             | Thomond Park, Limerick Arbitre : Mathieu Raynal |

| 16 avril 2022 16h00 WET | Stade rochelais | 31 - 23 (3 - 6) | Union Bordeaux Bègles | Stade Marcel-Deflandre, La Rochelle Arbitre : Wayne Barnes |
| 16 avril 2022 16h00 WET | Essai(s) : 4 West (41e), Alldritt (47e), Kerr-Barlow (54e), Botia (67e) Transformation(s) : 4 West (42e, 48e, 55e, 68e) Pénalité(s) : 1 West (20e) Carton(s) jaune(s) : 1 Plisson (75e) | Rapport         | Essai(s) : 2 Massé (52e), Mori (76e) Transformation(s) : 2 Lucu (52e), Garcia (77e) Pénalité(s) : 3 Lucu (15e, 37e), Garcia (64e) Carton(s) rouge(s) : 1 Vaipulu (25e) | Stade Marcel-Deflandre, La Rochelle Arbitre : Wayne Barnes |
| 16 avril 2022 16h00 WET | | Rapport         | | Stade Marcel-Deflandre, La Rochelle Arbitre : Wayne Barnes |

| 16 avril 2022 17h30 WET | Leicester Tigers | 27 - 17 (7 - 3) | ASM Clermont | Welford Road Stadium, Leicester Arbitre : Andrew Brace |
| 16 avril 2022 17h30 WET | Essai(s) : 4 Liebenberg (8e), Scott (49e), de pénalité (61e), Steward (65e) Transformation(s) : 2 Ford (9e), de pénalité (61e) Pénalité(s) : 1 Ford (45e) Carton(s) rouge(s) : 1 Chessum (63e) | Rapport         | Essai(s) : 2 Raka (57e), Lee (68e) Transformation(s) : 2 Parra (58e, 69e) Pénalité(s) : 1 Lopez (16e) Carton(s) jaune(s) : 2 Fourcade (60e), Bibi Biziwu (61e) | Welford Road Stadium, Leicester Arbitre : Andrew Brace |
| 16 avril 2022 17h30 WET | | Rapport         | | Welford Road Stadium, Leicester Arbitre : Andrew Brace |

| 16 avril 2022 20h00 WET | Ulster | 23 - 30 (17 - 20) | Stade toulousain | Kingspan Stadium, Belfast Arbitre : Matthew Carley |
| 16 avril 2022 20h00 WET | Essai(s) : 2 McIlroy (10e, 37e) Transformation(s) : 2 Cooney (11e, 39e) Pénalité(s) : 3 Cooney (18e, 52e, 68e) Carton(s) jaune(s) : 1 Baloucoune (2e) Carton(s) rouge(s) : 1 O'Toole (64e) | Rapport           | Essai(s) : 3 Ramos (21e, Ntamack (21e), Dupont (74e) Transformation(s) : 3 Ramos (22e, 27e, 75e) Pénalité(s) : 3 Ramos (1re, 13e, 63e) Carton(s) jaune(s) : 1 Delibes (5e) | Kingspan Stadium, Belfast Arbitre : Matthew Carley |
| 16 avril 2022 20h00 WET | | Rapport           | | Kingspan Stadium, Belfast Arbitre : Matthew Carley |

| 17 avril 2022 16 h 30 | Racing 92 | 33 - 22 (13 - 22) | Stade français | Paris La Défense Arena, Nanterre Arbitre : Nika Amashukeli |
| 17 avril 2022 16 h 30 | Essai(s) : 4 pénalité (35e), Thomas (43e, 77e), Lauret (73e) Transformation(s) : 1 Le Garrec (44e) Pénalité(s) : 3 Le Garrec (19e, 30e, 55e) Carton(s) jaune(s) : 1 Gomes Sa (26e) | Rapport           | Essai(s) : 3 Veainu (5e), Lapègue (21e, 37e) Transformation(s) : 2 Sanchez (5e, 38e) Pénalité(s) : 1 Sanchez (13e) Carton(s) jaune(s) : 2 Naivalu (19e), Castets (26e) Carton(s) rouge(s) : 1 Naivalu (35e) | Paris La Défense Arena, Nanterre Arbitre : Nika Amashukeli |
| 17 avril 2022 16 h 30 | | Rapport           | | Paris La Défense Arena, Nanterre Arbitre : Nika Amashukeli |

### Quarts de finale
Les quarts de finale se jouent en une manche le week-end du 8 mai 2022. Les équipes les mieux classées lors de la phase de poule ont l'avantage du terrain.
| 6 mai 2022 15 h | Munster | 24 - 24 (tab. 2-4) (14 - 14) | Stade toulousain | Aviva Stadium, Dublin Arbitre : Luke Pearce |
| 6 mai 2022 15 h | Essai(s) : 3 Kendellen (9e), Earls (38e), Haley (43e) Transformation(s) : 3 Carbery (9e, 39e, 44e) Pénalité(s) : 1 Carbery (56e) | Rapport                      | Essai(s) : 3 Ntamack (11e), Lebel (25e, 66e) Transformation(s) : 3 Ramos (12e, 26e, 66e) Pénalité(s) : 1 Ramos (75e) Carton(s) jaune(s) : 1 Ro.Arnold (50e) | Aviva Stadium, Dublin Arbitre : Luke Pearce |
| 6 mai 2022 15 h | | Rapport                      | | Aviva Stadium, Dublin Arbitre : Luke Pearce |

| 6 mai 2022 17 h 30 | Leicester Tigers                                                             | 14 - 23 (0 - 20) | Leinster | Welford Road Stadium, Leicester Arbitre : Mathieu Raynal |
| 6 mai 2022 17 h 30 | Essai(s) : 2 Ashton (45e), Dolly (78e) Transformation(s) : 2 Ford (46e, 78e) | Rapport          | Essai(s) : 2 van der Flier (14e), Henshaw (19e) Transformation(s) : 2 Sexton (16e, 20e) Pénalité(s) : 3 Sexton (3e, 36e), Byrne (65e) | Welford Road Stadium, Leicester Arbitre : Mathieu Raynal |
| 6 mai 2022 17 h 30 |                                                                              | Rapport          | | Welford Road Stadium, Leicester Arbitre : Mathieu Raynal |

| 7 mai 2022 18 h 30 | Stade rochelais | 31 - 19 (17 - 7) | Montpellier HR                                                                                            | Stade Marcel-Deflandre, La Rochelle Arbitre : Karl Dickson |
| 7 mai 2022 18 h 30 | Essai(s) : 3 Priso (12e), Vito (22e), Botia (47e) Transformation(s) : 2 West (13e, 23e) Pénalité(s) : 4 West (17e, 64e, 69e, 78e) | Rapport          | Essai(s) : 3 Thomas (28e, Reilhac (41e), Mercer (53e) Transformation(s) : 2 Foursans-Bourdette (30e, 42e) | Stade Marcel-Deflandre, La Rochelle Arbitre : Karl Dickson |
| 7 mai 2022 18 h 30 | | Rapport          | | Stade Marcel-Deflandre, La Rochelle Arbitre : Karl Dickson |

| 8 mai 2022 16 h | Racing 92 | 41 - 22 (6 - 10) | Sale Sharks | Paris La Défense Arena, Nanterre Arbitre : Andrew Brace |
| 8 mai 2022 16 h | Essai(s) : 4 Thomas (41e), Russel (49e), Imhoff (68e), Spring (80e) Transformation(s) : 3 Le Garrec (42e,50e), Machenaud (80e) Pénalité(s) : 5 Le Garrec (11e,14e,47e,62e,67e) | Rapport          | Essai(s) : 3 Tuilagi (40e), van der Merwe (54e), Curry (73e) Transformation(s) : 2 du Preez (40e,55e) Pénalité(s) : 1 du Preez (22e) Carton(s) jaune(s) : 1 MacGinty (77e) | Paris La Défense Arena, Nanterre Arbitre : Andrew Brace |
| 8 mai 2022 16 h | | Rapport          | | Paris La Défense Arena, Nanterre Arbitre : Andrew Brace |

### Demi-finales
Les demi-finales se jouent en une manche le week-end du 15 mai 2022. L'EPCR choisit les stades où se déroulent les rencontres, mais les clubs les mieux classés lors de la phase de poule ont l'avantage du territoire.
| 14 mai 2022 16 h | Leinster | 40 - 17 (23 - 10) | Stade toulousain | Aviva Stadium, Dublin 42 076 spectateurs Arbitre : Karl Dickson |
| 14 mai 2022 16 h | Essai(s) : 4 Lowe (14e, 49e), van der Flier (19e), Keenan (78e) Transformation(s) : 4 Sexton (16e, 20e, 51e), Byrne (79e) Pénalité(s) : 4 Sexton (4e, 12e, 33e), Byrne (73e) | Rapport           | Essai(s) : 2 Dupont (6e), Tolofua (65e) Transformation(s) : 2 Ramos (7e, 65e) Pénalité(s) : 1 Ramos (24e) Carton(s) jaune(s) : 1 Meafou (36e) | Aviva Stadium, Dublin 42 076 spectateurs Arbitre : Karl Dickson |
| 14 mai 2022 16 h | | Rapport           | | Aviva Stadium, Dublin 42 076 spectateurs Arbitre : Karl Dickson |

| 15 mai 2022 16 h | Racing 92 | 13 - 20 (10 - 8) | Stade rochelais                                                                      | Stade Bollaert-Delelis, Lens 15 552 spectateurs Arbitre : Matthew Carley |
| 15 mai 2022 16 h | Essai(s) : 1 Vakatawa (26e) Transformation(s) : 1 Le Garrec (26e) Pénalité(s) : 2 Le Garrec (3e,51e) Carton(s) jaune(s) : 2 Chat (52e), Gomes Sa (53e) | Rapport          | Essai(s) : 3 Alldritt (40e+2), pénalité (52e), West (80e) Pénalité(s) : 1 West (32e) | Stade Bollaert-Delelis, Lens 15 552 spectateurs Arbitre : Matthew Carley |
| 15 mai 2022 16 h | | Rapport          |                                                                                      | Stade Bollaert-Delelis, Lens 15 552 spectateurs Arbitre : Matthew Carley |

### Finale
| Finale 22 mai 2022 17 h 45 | Stade rochelais | 24 - 21 (7 - 12) | Leinster                                                           | Stade Vélodrome, Marseille 59 682 spectateurs Arbitre : Wayne Barnes |
| Finale 22 mai 2022 17 h 45 | Essai(s) : 3 Rhule (9e), Bourgarit (59e), Retière (78e) Transformation(s) : 3 West (11e, 61e, 79e) Pénalité(s) : 1 West (41e) Carton(s) jaune(s) : 1 Lavault (63e) | Rapport          | Pénalité(s) : 7 Sexton (4e, 8e, 21e, 40e+2, 47e, 53e), Byrne (64e) | Stade Vélodrome, Marseille 59 682 spectateurs Arbitre : Wayne Barnes |
| Finale 22 mai 2022 17 h 45 | | Rapport          |                                                                    | Stade Vélodrome, Marseille 59 682 spectateurs Arbitre : Wayne Barnes |